# وجه تضمین اولیه
وجه تضمین اولیه (به انگلیسی: Initial margin) در دانش مالی وجهی است که در بازار معاملات آتی، از طرفین قرارداد آتی، برای جلوگیری از امتناع از انجام قرارداد آتی، در قالب شرط ضمن عقد، دریافت می‌شود، که میزان آن در مشخصات هر قرارداد آتی تعیین می‌شود. در طول دوره قرارداد (حتی در صورت تغییر در قیمت سهم پایه) این مبلغ، ثابت باقی می‌ماند.
در بورس اوراق بهادار تهران وجه تضمین اولیه ۲۰٪ درصد ارزش قرارداد، با قیمت پایه اولین روز معاملاتی است، که اهرمی ۵ برابری را ایجاد می‌کند. البته این نسبت در طول دوره قرارداد، به علت ثابت بودن وجه تضمین و متغیر بودن قیمت، دستخوش تغییر شده و می‌تواند درجه اهرم را کاهش یا افزایش دهد.